# Gasilska društva v Sloveniji
Prostovoljna gasilska društva v Sloveniji so društva, ki združujejo prostovoljne gasilce. V Sloveniji so tudi poklicni gasilci, ki delujejo v okviru gasilskih brigad, organiziranih v večjih mestih (Ljubljana, Maribor). Na slovenskem ozemlju so bili gasilci prvič dokumentirano organizirani že v času vladavine Rimljanov. Prvi požarni red je dobila Ljubljana leta 1676.

## Prejemniki Častnega znaka svobode Republike Slovenije
| PGD (leto ustanovitve) | Leto prejema | Utemeljitev |
| ---------------------- | ------------ | --- |
| Log pod Mangartom      | 2001         | Za zasluge pri reševanju človeških življenj in imetja ob naravnih nesrečah v Posočju, posebej še v Logu pod Mangartom.                                                |
| Kamnik (1882)          | 2000         | Za zasluge na področju varstva pred požari ter varstva pred naravnimi nesrečami - ob 125-letnici delovanja.                                                           |
| Krško (1870)           | 2000         | Za zasluge na področju varstva pred požari ter varstva pred naravnimi in drugimi nesrečami - ob 130-letnici delovanja.                                                |
| Ljubljana-mesto (1870) | 2000         | Za zasluge na področju varstva pred požari ter varstva pred naravnimi in drugimi nesrečami - ob 130-letnici delovanja.                                                |
| Maribor-mesto (1871)   | 2000         | Za zasluge na področju varstva pred požari ter varstva pred naravnimi in drugimi nesrečami - ob 130-letnici delovanja.                                                |
| Metlika (1869)         | 1999         | Ob stotridesetletnem jubileju za organizirano, vztrajno in nesebično varovanje pred požari, naravnimi in drugimi nesrečami kot prvemu slovenskemu gasilskemu društvu. |
| Ptuj (1870)            | 2000         | Za zasluge na področju varstva pred požari ter varstva pred naravnimi in drugimi nesrečami ob 130-letnici delovanja.                                                  |